# Salomón Corbalán
Salomón Corbalán González (Victoria, 19 de abril de 1925-San Fernando, 11 de marzo de 1967) fue un ingeniero químico y político chileno, militante del Partido Socialista (PS).

## Biografía
Hijo de Salomón Corbalán y Feliticia González Castillo. Estudió en el Liceo de Traiguén y luego ingresó a la Universidad de Concepción, donde se tituló como Ingeniero químico. Se casó con María Elena Carrera, con quien tuvo tres hijos: Patricio, Alejandra y Andrés Felipe.
Fue docente de la Universidad de Concepción entre 1949 hasta 1958. En 1957 llegaría a ser gerente general de la Corporación de Fomento de la Producción.
En 1945 ingresó a la política siendo parte de la Federación Juvenil Socialista y se desempeñó como dirigente estudiantil. Su ascenso en la política lo llevó a transformarse en uno de los líderes del socialismo chileno.
Tras el conflicto generado en la cúpula central del PS, debido a la Ley de Defensa Permanente de la Democracia, pasó a formar parte del Partido Socialista Popular. En 1953 fue elegido diputado por la 17.ª Agrupación Departamental de Tomé, Concepción, Talcahuano, Yumbel y Coronel. Para las elecciones parlamentarias de 1957 no resultó reelecto.
Luego de la reunificación de los partidos Socialista y Socialista Popular fue elegido como nuevo Secretario General, cargo que ocupó entre los años 1957 y 1961. Fue generalísimo de la campañas presidenciales de Salvador Allende en 1958 y 1964, siendo uno de los principales dirigentes del Frente de Acción Popular.

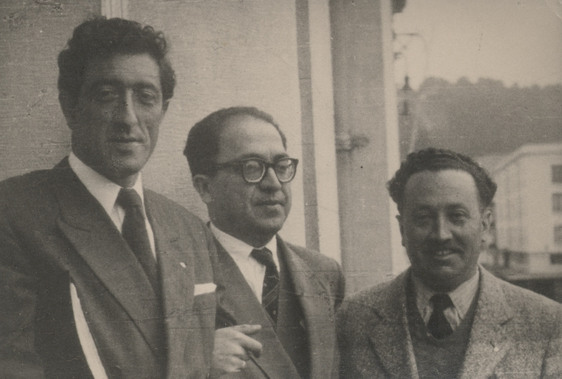
Corbalán (al centro) con Galo Gómez Oyarzún (izquierda en la foto) y otro líder político.

En 1961 resultó elegido como senador por la 5.ª Agrupación Provincial de O'Higgins y Colchagua. Participó de la Comisión de Educación Pública.

## Ideología
Salomón Corvalán se declara adherente a la interpretación filosófica marxista-leninista, pero manifestando que esa ideología debería admitir diversas interpretaciones especialmente en su aplicación política.
Criticó el manejo político imperante en aquel tiempo en la Unión Soviética, y declaró ser partidario del modelo socialista yugoeslavo.  

## Muerte
Falleció en la ciudad de San Fernando el 11 de marzo de 1967 en un accidente automovilístico, mientras realizaba labores de parlamentario de la zona. Se llamó a una elección complementaria para llenar su cupo, la que fue ganada por su esposa.

## Historial electoral

### Elecciones parlamentarias de 1961
- Elecciones parlamentarias de 1961 para la 5ª Agrupación Provincial, O'Higgins y Colchagua[5]